# Eulophus veturius
Eulophus veturius är en stekelart som beskrevs av Walker 1848. Eulophus veturius ingår i släktet Eulophus och familjen finglanssteklar. Inga underarter finns listade i Catalogue of Life.